# تاريخ تحسين النسل

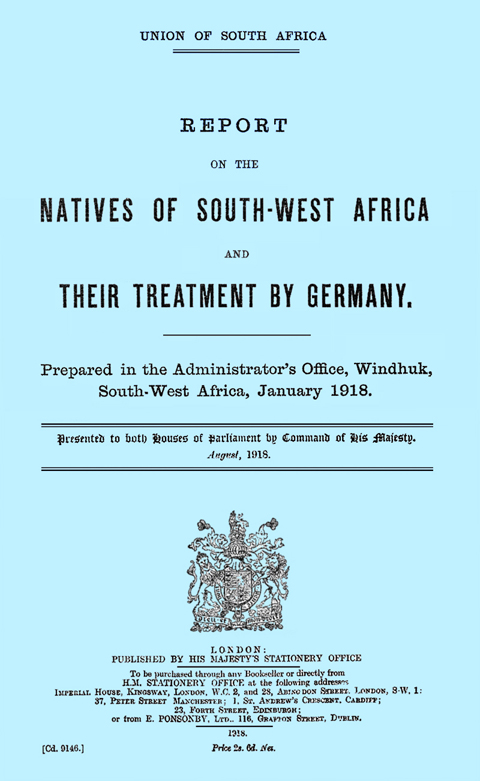
غلاف الكتاب الأزرق البريطاني لعام 1918، الذي كان متاحًا للبيع حتى عام 1926.

تاريخ تحسين النسل هو دراسة تطور الأفكار المتعلقة بتحسين النسل ومناصرتها حول العالم. تعود أفكار تحسين النسل الأولى إلى اليونان القديمة وروما. وصلت حركة تحسين النسل الحديثة إلى ذروتها في أواخر القرن التاسع عشر وأوائل القرن العشرين. في يومنا هذا، ما يزال تحسين النسل من الموضوعات المتداولة في المناظرات السياسية والاجتماعية.

## التاريخ

### فلسفات ما قبل غالتون
شرح أفلاطون الفلسفة الأشهر، إذ اعتقد بوجوب مراقبة التكاثر البشري والتحكم فيه من قبل الدولة. ومع ذلك، فهم أفلاطون أن هذا الشكل من أشكال الرقابة الحكومية لن يكون مقبولًا بسهولة، واقترح إخفاء الحقيقة عن الجمهور بواسطة يانصيب ثابت. ويختار الأصحاب، في جمهورية أفلاطون، من خلال رقم زواج يتم فيه تحليل نوعية الفرد كميًا، ويسمح للأشخاص ذوي الأعداد الكبيرة بالإنجاب مع أشخاص آخرين من أعداد كبيرة. نظريًا، سيؤدي ذلك إلى نتائج يمكن التنبؤ بها وتحسين الجنس البشري. ومع ذلك، اعترف أفلاطون بفشل رقم الزواج لأن اشخاص الروح الذهبية لا يزال بإمكانهم إنتاج أطفال الروح البرونزية. قد تكون أفكار أفلاطون واحدة من أقدم المحاولات لتحليل الميراث الوراثي رياضيًا، الذي تحسن لاحقًا بتطوير علم الوراثة المندلي ورسم خرائط الجينوم البشري.
الحضارات القديمة الأخرى، مثل روما، أثينا وسبارتا، مارست قتل الرضع بالتعرض والتنفيذ شكلًا من أشكال الاختيار الظاهري. وفي سبارتا، فتّش شيوخ المدينة المواليد الجدد، وقرروا مصير الرضيع. إذا عُد الطفل غير قادر على العيش، فإنه عادةً ما يتعرض في أبوثيتا قرب جبل تايغيتوس. منذ 2007 كان إلقاء الرضع قرب جبل تايغيت موضع شك بسبب عدم وجود أدلة مادية. وجدت أبحاث عالم الأنثروبولوجيا ثيودوروس بيتسيوس جثث المراهقين حتى سن 35 تقريبًا.
شملت التجارب على الأطفال الاستحمام في النبيذ وتعريضهم للعناصر. عد أدولف هتلر سبارتا أول دولة فولكيش، ومثل إرنست هايكل قبله، أشاد بسبارتا لسياستها الانتقائية لقتل الأطفال.
في الجداول الإثني عشر للقانون الروماني، التي أنشئت في وقت مبكر من تشكيل الجمهورية الرومانية، ذُكر في الجدول الرابع أن الأطفال المشوهين يجب أن يتركوا حتى الموت. يُمنح البطاركة في المجتمع الروماني الحق في نبذ الرضع حسب تقديرهم. وكان ذلك غالبًا بإغراق المواليد الجدد غير المرغوبين في نهر التيبر.لم تتوقف ممارسة قتل الأطفال في الإمبراطورية الرومانية حتى المسيحية، التي فرضت تحسين النسل السلبي، بمنع الزواج بين أبناء العمومة مثلًا.

### نظرية غالتون
هيّأ السير فرانسيس غالتون (1822-1911) هذه الأفكار والممارسات وفقًا للمعرفة الجديدة حول تطور الإنسان والحيوانات التي قدمتها نظرية ابن عمه غير الشقيق تشارلز داروين خلال ستينيات وسبعينات القرن التاسع عشر. بعد قراءة كتاب داروين أصل الأنواع، بنى غالتون نظريته على أفكار داروين، إذ يحتمل أن الحضارة الإنسانية أحبطت آليات الانتقاء الطبيعي، ونظرًا إلى أن العديد من المجتمعات البشرية تسعى إلى حماية المرضى والضعفاء، فإن هذه المجتمعات تتعارض مع الانتقاء الطبيعي المسؤول عن انقراض الأضعف، ولذلك فإنها قد لا تستطيع البقاء على قيد الحياة، ويمكن بتغيير هذه السياسات إنقاذ المجتمع من التردي. وهي عبارة صاغها لأول مرة في الإحصاءات، التي تغيرت لاحقًا إلى الانحدار الشائع والمتوسط.

## تحسين النسل الحديث، والهندسة الوراثية وإعادة التقييم الأخلاقي
مع بداية ثمانينات القرن التاسع عشر، بدأت مناقشة مفهوم تحسين النسل وتاريخه على نطاق واسع، إذ تقدمت المعرفة حول تحسين النسل بشكل ملحوظ وظهرت الهندسة الوراثية العملية، التي استُخدمت على نطاق واسع في إنتاج الكائنات المعدلة وراثيًا، إلى جانب توفير الأغذية المعدلة وراثيًا لعامة الناس. سمحت جهود عديدة مثل مشروع الجينوم البشري بإمكانية التعديل الفعال على الجنس البشري مجددًا (كما فعلت نظرية التطور الأولية لداروين في ستينيات القرن التاسع عشر، إلى جانب إعادة اكتشاف قوانين الوراثة المندلية في أوائل القرن العشرين). تحظر المادة 23 من اتفاقية حقوق الأشخاص ذوي الإعاقة التعقيم القسري للأفراد المعاقين وتضمن حقهم في تبني الأطفال.
دعا عدد قليل من الباحثين العلميين علانية إلى سياسات تحسين النسل باستخدام التكنولوجيا الحديثة، مثل عالم النفس ريتشارد لين، وعالم النفس رايموند كاتل والعالم غريغوري ستوك، إلا أنهم يمثلون رأي الأقلية في الحلقات العلمية والثقافية الحالية. تمثلت إحدى محاولات تطبيق شكل من أشكال تحسين النسل في «بنك الحيوانات المنوية العبقرية» (1980-99) الذي أسسه روبرت كلارك غراهام، إذ نتج عنه ما يقارب 230 طفل (شمل المتبرعون الأبرز كلًا من ويليام شوكلي وجيمس واتسون الحائزين على جائزة نوبل). أُغلق بنك الحيوانات المنوية هذا بعد عامين من وفاة غراهام في عام 1997.
ناقش كتاب المنحنى الجرسي بأن هجرة الأفراد القادمين من دول ذات معدل ذكاء قومي منخفض أمر مكروه. وفقًا لرايموند كاتل، «عندما تفتح الدولة أبوابها أمام الهجرة من مختلف الدول، فإنها تشابه بذلك المزارع الذي يشتري بذوره بالطرود من مصادر مختلفة عديدة، إذ يظهر له عدد من الطرود ذات الجودة المتوسطة بين المحتويات».

### قبرص
انتشرت سياسة إجراء الفحوصات (بما في ذلك الفحص قبل الولادة والإجهاض) بهدف الحد من مرض الثلاسيميا في السلطتين القضائيتين لجزيرة قبرص. منذ بدء تطبيق البرنامج في سبعينيات القرن العشرين، انخفض معدل المواليد المصابين بمرض الدم الوراثي من 1 لكل 158 طفل إلى الصفر تقريبًا. أصبحت فحوصات الجينات إلزامية قبل الزواج في الكنيسة لكلا الشريكين.

### الصين
ظهرت مخاوف من تحسين النسل في الصين لبعض الوقت، إذ نصّ قانون الزواج لعام 1950 في جمهورية الصين الشعبية على أن الأشخاص المصابين بكل من «العجز الجنسي، والأمراض التناسلية، والاضطرابات العقلية والجذام»، بالإضافة إلى عدد من الأمراض الأخرى، ممن يراهم العلم الطبي غير مؤهلين للزواج، محظورون من الزواج. أسقط قانون عام 1980 جميع الشروط المحددة باستثناء الجذام، ولم يضع قانون عام 2001 الحالي أي شروط غير الحصول على موافقة بسيطة من الطبيب.
في أواخر الثمانينات، بدأت مقاطعات عديدة في تمرير قوانين لحظر تكاثر بعض الفئات، مثل المتأخرين عقليًا. يلزم قانون رعاية صحة الأم والرضيع الصيني (1994)، الذي يُدعى باسم «قانون تحسين النسل» في الغرب، بإجراء فحص طبي قبل الزواج. يُحظر الزواج على حاملي بعض الأمراض الوراثية إلا في حال تعقيمهم، أو موافقتهم على استخدام شكل آخر من وسائل منع الحمل طويلة الأمد. على الرغم من إلغاء شرط الفحص الطبي على المستوى الوطني، ما يزال إلزاميًا في بعض المقاطعات. تقع مسؤولية اتخاذ قرار «عدم أهلية» الشخص للزواج على الأطباء المحليين. انتقدت التعليقات الغربية هذا القانون بشدة، لكنه يحظى بدعم الكثير من علماء الوراثة الصينيين.
في عام 1999، افتتحت مقاطعة سيتشوان الصينية بنك الحيوانات المنوية المعروف باسم «بنك الحيوانات المنوية للنخبة»، ومثّل الأساتذة المتبرعين المسموحين الوحيدين. حصل بنك السائل المنوي على موافقة هيئة تنظيم الأسرة في عاصمة المقاطعة تشنغدو.

### اليابان
في فترة ما بعد الحرب في عام 1948، سنت اليابان قانون حماية تحسين النسل (ja:優生保護法, Yusei Hogo Hō) ليحل محل قانون تحسين النسل الوطني لعام 1940. سمحت الأحكام الرئيسية بإجراء التعقيم الجراحي للنساء، في حال وجود اضطراب وراثي خطير لديها أو لدى شريكها أو فرد من عائلتها في الدرجة الرابعة من القرابة، إلى جانب الحالات التي يهدد فيها الحمل حياة المرأة. تتطلب العملية موافقة المرأة، وشريكها ومجلس حماية تحسين النسل في المحافظة.
سمح القانون أيضًا بالإجهاض في حالات الاغتصاب، أو الجذام، أو الأمراض المنقولة بالوراثة أو في حال إقرار الطبيب بعدم قدرة الجنين على الحياة خارج الرحم. يجب أخذ موافقة المرأة وشريكها من أجل إجراء الإجهاض. اقتصرت إرشادات تحديد النسل وتطبيقها على الأطباء، والممرضين والقابلات المهنيات المعتمدات من قبل حكومة المحافظة. خضع القانون أيضًا إلى التعديل في مايو 1949 ما سمح بإجراء الإجهاض لأسباب اقتصادية وفق تقدير الطبيب وحده، أي تشريع الإجهاض بشكل كامل في اليابان.
على الرغم من الصياغة الواضحة للقانون، عملت السلطات المحلية على استخدامها كمسوغ لفرض التعقيم الإجباري والإجهاض القسري على الأشخاص المصابين بعدد من الاضطرابات الوراثية، بالإضافة إلى الجذام، واستخدمتها كذريعة للتمييز القانوني ضد الأشخاص ذوي الإعاقات الجسدية والعقلية.

### روسيا
في روسيا، أعلن رئيس الجمعية المستقلة للطب النفسي في روسيا يوري سافينكو تأييده تحسين النسل الوقائي، وبرر التعقيم الإجباري للنساء، الذي تمارسه دور الرعاية النفسية العصبية في موسكو. يصرح سافينكو أن «المرء بحاجة إلى رقابة أكثر تكيف وانفتاح فيما يتعلق بممارسة تحسين النسل الوقائي، الذي، في حد ذاته، يمكن تبريره». في عام 1993، أصدر وزير الصحة في الاتحاد الروسي أمرًا بتحديد إجراءات الإجهاض القسري والتعقيم الإجباري للنساء ذوات الإعاقات مع حاجة إلى قرار من المحكمة بتنفيذها. ألغت رئيسة وزارة الصحة والتنمية الاجتماعية في الاتحاد الروسي تاتيانا غوليكوفا الأمر السابق في عام 2009. بالتالي، يمكن فرض التعقيم الإجباري على النساء دون الرجوع إلى قرار من المحكمة، وفقًا لتاتيانا مارغولينا، أمين ديوان المظالم في بيرم كراي. في عام 2008، أفادت تاتيانا مارغولينا بتعرض 14 امرأة ذات إعاقة إلى التعقيم الطبي الإجباري في دار الرعاية النفسية العصبية أوزيورسكي بإدارة غريغوري بانيكوف. لم تُجر عمليات التعقيم على أساس قرار محكمة إلزامي مناسب للحالات، بل اعتمدت على طلب الوصي بانيكوف. في 2 ديسمبر 2010، لم تجد المحكمة جنحة في عمليات التعقيم الطبية القسرية التي جرت بناءً على موافقته.

### الولايات المتحدة
تستلزم كل من مسيسيبي ومونتانا ومقاطعة كولومبيا إجراء فحص الدم قبل الزواج. تقتصر هذه الفحوصات نموذجيًا على الكشف عن الزهري المنقول جنسيًا (إذ مثّل الزهري أكثر الأمراض المنقولة جنسيًا شيوعًا في وقت سن القانون)، لكن يفضل بعض الأزواج الخضوع إلى فحوص إضافية طوعًا بهدف كشف أي أمراض أخرى أو عدم التوافق الجيني. أظهرت استطلاعات هاريس في عامي 1986 و1992 وجود قاعدة شعبية لدعم أشكال التدخل المحدود في الأمراض الجرثومية، وخاصة بهدف منع «الأطفال من وراثة الأمراض الوراثية القاتلة عادة».